# Sheykh Malū
Sheykh Malū (persiska: شیخ ملو, Sheykhamlū) är en ort i Iran.   Den ligger i provinsen Östazarbaijan, i den nordvästra delen av landet, 500 km nordväst om huvudstaden Teheran. Sheykh Malū ligger 1 948 meter över havet och antalet invånare är 253.
Terrängen runt Sheykh Malū är huvudsakligen kuperad, men norrut är den platt.Runt Sheykh Malū är det ganska glesbefolkat, med 27 invånare per kvadratkilometer. Närmaste större samhälle är Mehtarlū, 7,3 km öster om Sheykh Malū. Trakten runt Sheykh Malū består i huvudsak av gräsmarker.